# Erjuexi
Erjuexi (kinesiska: 尔觉西乡, 尔觉西) är en socken i Kina. Den ligger i provinsen Sichuan, i den sydvästra delen av landet, omkring 330 kilometer söder om provinshuvudstaden Chengdu. Antalet invånare är 3 558. Befolkningen består av 1 757 kvinnor och 1 801 män. Barn under 15 år utgör 39 %, vuxna 15-64 år 55 %, och äldre över 65 år 5,0 %.
Genomsnittlig årsnederbörd är 1 080 millimeter. Den regnigaste månaden är juli, med i genomsnitt 250 mm nederbörd, och den torraste är december, med 5 mm nederbörd.